# فرودگاه بارابو–ویسکونسین دلز
فرودگاه بارابو-ویسکونسین دلز (به انگلیسی: Baraboo-Wisconsin Dells Airport) یک فرودگاه همگانی بهره‌برداری هوایی است که یک باند فرود آسفالت دارد و طول باند آن ۱۴۶۳ متر است. این فرودگاه در کشور ایالات متحده آمریکا قرار دارد و در ارتفاع ۲۹۸ متری از سطح دریا واقع شده‌است.